# لیت‌تاون (ویرجینیا)
لیت‌تاون (به انگلیسی: Leithtown) یک منطقهٔ مسکونی در ایالات متحده آمریکا است که در شهرستان لادن، ویرجینیا واقع شده‌است.